# Trois Poésies de la Lyrique Japonaise
Trois Poésies de la Lyrique Japonaise (W22) is een compositie van Igor Stravinsky voor sopraan en piano, en voor sopraan en kamerorkest op een Franse tekst van Maurice Delage, gecomponeerd in 1912-1913 in Ustilug en Clarens.
Het werk bestaat uit de volgende drie liederen:
- Akahito, opgedragen aan Maurice Delage
- Mazatsumi, opgedragen aan Florent Schmitt
- Tsaraiuki, opgedragen aan Maurice Ravel

Inspiratie voor de liederen kreeg Stravinsky na het lezen van een anthologie van haikai, waarna hij drie teksten koos over de komst van de lente. Het werk is beïnvloed door Pierrot Lunaire van Arnold Schönberg; de muziek gaat ook hier tot de uiterste grens van tonaliteit. Ook de instrumentatie is vergelijkbaar met Pierrot Lunaire. Stravinsky vond het echter moeilijk om de invloed van Schönberg toe te geven. Daarnaast is er ook verwantschap met het werk van Anton Webern, maar diens muziek kende Stravinsky niet.

## Oeuvre
Zie het Oeuvre van Igor Stravinsky voor een volledig overzicht van het werk van Stravinsky.

## Geselecteerde discografie
Trois Poésies de la Lyrique Japonaise door Evelyn Lear, sopraan en het Columbia Chamber Orchestra o.l.v. Robert Craft (Stravinsky Songs 1906-1953, CBS 72881, 1971; in 1991 verschenen op cd in de 'Igor Stravinsky Edition' in het deel 'Opera'(sic), 2 cd's SM2K 46298)